# EVA (Metal Gear)
EVA (エヴァ Evu~a?) är en fiktiv figur från den japanska datorspelsserien Metal Gear, där hon först dök upp i Metal Gear Solid 3: Snake Eater. Hon är skapad av Hideo Kojima och designad av Yoji Shinkawa. Hon är surrogatmor till Solid Snake och Liquid Snake.
Röstskådespelaren Suzetta Miñet som mestadels står för EVA:s röst i spelen är en pseudonym för hennes riktiga namn.